# Касіян Василь Миколайович
Васи́ль Микола́йович Касія́н (нар. 28 листопада 1892, Микулинці, Королівство Галичини та Володимирії, Цислейтанія, Австро-Угорщина — пом. після 20 квітня 1920) — український військовий діяч, учасник визвольних змагань у 1914—1920 роках, старшина легіону Українських січових стрільців, Української галицької армії та Червоної української галицької армії.

## Біографія
Народився 28 листопада 1892 року в селі Микулинці (тепер місто Снятин Коломийського району Івано-Франківської області). у селянській родині Миколи Касіяна.
Початкову освіту здобув у рідному селі, згодом навчався в реальній цісарсько-королівській школі в Снятині. Після закінчення школи в 1913 році вступив на філософський факультет Чернівецького університету. 
З початком Першої світової війни 1914 року добровільно вступив до лав легіону Українських січових стрільців, де був бійцем 2-ї сотні. Закінчив кадетсько-старшинську школу в Єгерсдорфі, отримавши звання хорунжого. Брав участь у боях з Російською імперією, зокрема на Маківці та Лисоні. Двічі був поранений. Одне з поранень отримав 28 червня 1915 року під час боїв в районі села Бовшів поблизу Галича.
У 1918 році вступив до лав Української галицької армії. Брав участь у боях проти польських військ під Львовом у званні підпоручника. У тому ж році був тяжко поранений. Після одужання перейшов на Наддніпрянську Україну, де у 1919 році воював проти більшовиків у боях за Київ. 
Станом на 20 квітня 1920 року служив у складі революційного комітету коша 1-ї бригади червоних Українських січових стрільців Червоної української галицької армії. Подальша доля невідома.

## Родина
- Рідний брат проживав у місті Чикаго, США[2].
- Доводився двоюрідним братом художнику-графіку, Герой Соціалістичної Праці Василю Іллічу Касіяну[1].

## Нагороди
- Хрест «За військові заслуги» (2 листопада 1917)[6].